# Давидко Милчев
Давидко Милчев е български революционер, горноджумайски войвода на Върховния македоно-одрински комитет.

## Биография
Давидко Милчев се включва във ВМОК. Участва като войвода в Горноджумайското и Илинденско-Преображенското въстание Става горноджумайски войвода в 1904 – 1905 година..
Милчев се опитва да прогони от Горноджумайско учителите, свързани с конкурентната ВМОРО. Пребива от бой учителя в Дебочица, който отказал да се подчини на заповедта му и започнал да учителства. Забранява под страх от убийство на учителя в Габрово да отваря училището.
На 1 март 1905 година серският консул Атанасиос Стурнарас докладва в Атина, че Милчев минава границата към Македония заедно с четите на Анастас Янков, Юрдан Стоянов и Георги Янакиев.
Загива в сражението при Кашина на 7 април 1905 година между четите на Юрдан Стоянов и Яне Сандански заедно с Асен Партениев, Маникат Янъков и Белювалията.